# Rabalder
RABALDER er et Gasolin & Kim Larsen kopi band der består af musikere der var med i et af de allerførste Gasolin kopibands der blev startet i Danmark. Nemlig Kai Jack Andersen der helt tilbage i start 90'erne dannede bandet GasJam der eksisterede i en lang årrække med musikerne Kai Jack Andersen som sanger og frontfigur,  Jan Zornig Andersen på Leadguitar, Henning Elo Mortensen på bas og Toni Brown på trommer.
Gasjam endte med ved et par lejligheder at jamme med nogle af de originale medlemmer fra Gasolin heriblandt Wili Jønsson
Bandet blev sidenhen nedlagt da Kai Jack & Jan ville noget mere end de andre. Og derfor droppede de projektet og startede i stedet bandet Sjagget med en besætning bestående af Kai Jack, Jan Zornig, Henning Elo & Michael Bragt. Sjagget vandt i 2004 en konkurrence der hed DM i kopi musik og kunne herefter kalde sig Danmarks mestre i kopi. Konkurrencen havde flere indledende runder og sluttede af med en finale i Folkets hus i Struer hvor tre finale bands bestående af Pop Shop, Master of Puppets og Sjagget kæmpede om sejren og det blev Sjagget der vandt.
En af priserne for at vinde DM var en optræden på årets Haze over Haarum festival.
Sjagget udgav en cd der hed "Uden Slør" iløbet af den tid bandet eksisterede.
Sjagget var desuden med i kulturmagasinet "Nærbilleder" i 2011 på TV-MidtVest.
Rabalder har spillet til flere af de store af sommerens Rock festivaler, her kan bl.a. nævnes Rock i Holstebro, Herning Rocker, Nostalgi festivalen i Holstebro